# Cloruro de alilo
Cloruro de alilo es un compuesto orgánico con la fórmula CH2=CHCH2Cl. Es un líquido incoloro insoluble en agua pero soluble en solventes comunes orgánicos. Es convertido en epichlorohydrin, usado en la producción de plásticos. Es un derivado del Propileno.

## Producción
Cloruro de alilo fue producido por primera vez en 1857 por Auguste Cahours y August Hofmann por reacción de tricloruro de fósforo con alcohol alílico.